# Limnophilella
Limnophilella es un género de dípteros nematóceros perteneciente a la familia Limoniidae. Se distribuye por Ecuador, Perú, Brasil, Argentina, Chile, Panamá & Nueva Zelanda.

## Especies
- Contiene las siguientes especies:
- L. delicatula (Hutton, 1900)
- L. diversipes (Alexander, 1921)
- L. epiphragmoides (Alexander, 1913)
- L. inquieta (Alexander, 1943)
- L. mantissa (Alexander, 1966)
- L. multipicta (Alexander, 1939)
- L. patagonica Alexander, 1928
- L. schunkeana (Alexander, 1948)
- L. serotina (Alexander, 1922)
- L. subvictor (Alexander, 1948)
- L. victor (Alexander, 1919)